# 玻那病毒科
玻那病毒科（Bornavirus），又稱博爾納病毒科、鮑那病毒科，RNA病毒的一種，屬單股負鏈病毒目。其下僅有玻那病毒屬(Bonavirus)，目前只有一個病毒被發現，玻那症病毒(Borna disease virus，BDV)，它是博那病（Borna disease，BD）的致病因子。玻那病毒的命名，是源自此病毒是於1885年，在德國薩克森(Saxony)的玻那(Borna)的馬身上造成流行，致死率約是80%-100%。
玻那病毒是一種可以在恆溫動物身上，造成神經感染症候群的病毒，會導致生物的動作反常，甚至致命。這種病毒最早是在歐洲的羊和馬身上所發現，在歐洲、亞洲、非洲和北美州發現它感染的恆溫動物包括鳥類、貓、牛、和靈長類。

玻那病毒的遺傳物質大小為8.9kb，是Mononegavirales中最小的。
目前BDV的傳染途徑尚不明確，有可能是經由接觸已感染者的唾液或鼻分泌物。被傳染的個體有可能會引發玻那症，也有可能成為臨床症狀不明顯的帶原者。

BDV 也可以感染人類，是一種經由動物傳染給人類的人畜共通傳染病。BDV在人身上引發的症狀仍然受到質疑且尚未建立。然而，有相關證據顯示BDV感染與神經精神病學有關，例如躁鬱症。

## 外部連結
- 微生物免疫學-Bornaviridae(玻那病毒科) （页面存档备份，存于）